# Folkung
O termo Folkung na Suécia tem dois significados distintos:
1. Os Folkungar (Folkungarna, folkunga rote) foram uma fação ou partido da alta nobreza da Sueônia, durante o século XIII, que se opunha ao aumento do poder real, pretendendo que os reis continuassem a ser eleitos pelos grandes senhores do país. Estiveram atrás de várias rebeliões contra os reis da época entre 1210 e 1280. Foram vencidos pelo jarl Birger Magnusson, e o seu último líder foi executado em 1280.[1][2]
2. A Casa de Folkung (Folkungaätten), mais conhecida como Casa de Bjälbo (Bjälboätten), foi uma dinastia real que governou a Suécia entre 1250 e 1364.

## Casa de Folkung ou Casa de Bjälbo
- Birger Jarl, nascido em 1250 e falecido em 1266.
- Valdemar Birgersson, nascido em 1250 e falecido em 1275.
- Magno Ladulås, nascido em 1275 e falecido em 1290.
- Torgils Knutsson, nascido em 1290 e falecido em 1298.
- Birger Magnusson, nascido em 1290 e falecido em 1318.
- Matias Kettilmundsson, nascido em 1318 e falecido em 1319.
- Magno Eriksson, nascido em 1319 e falecido em 1364.
- Érico Magnusson, nascido em 1339 e falecido em 1359.
- Haquino Magnusson, nascido em 1340 e falecido em 1380.

## Personalidades do partido dos Folkung
- Holmger Knutsson (príncipe pretendente)
- Knut Långe (rei)
- Filip Holmgersson
- Ulf Fase (jarl)
- Valdemar (rei)

## Batalhas em que participaram os partidários dos Folkung
- Batalha de Gestilren (1210)
- Batalha de Sparrsätra (1247)
- Batalha de Herrevadsbro (1251)